# Eray Şamdan
Eray Şamdan (Cocaeli, 25 de julho de 1997) é um carateca turco, medalhista olímpico.

## Carreira
Şamdan conquistou a medalha de prata nos Jogos Olímpicos de Verão de 2020 em Tóquio, após confronto na final contra o francês Steven Da Costa na modalidade kumite masculina até 67 kg. Em 2018, conquistou a medalha de bronze na prova kumite 60 kg, nos Jogos do Mediterrâneo, realizados em Tarragona, na Espanha.